# Kościół św. Jakuba Apostoła w Opatowcu
Kościół świętego Jakuba Apostoła w Opatowcu – rzymskokatolicki kościół parafialny znajdujący się w mieście Opatowiec, w województwie świętokrzyskim. Należy do dekanatu nowokorczyńskiego diecezji kieleckiej.

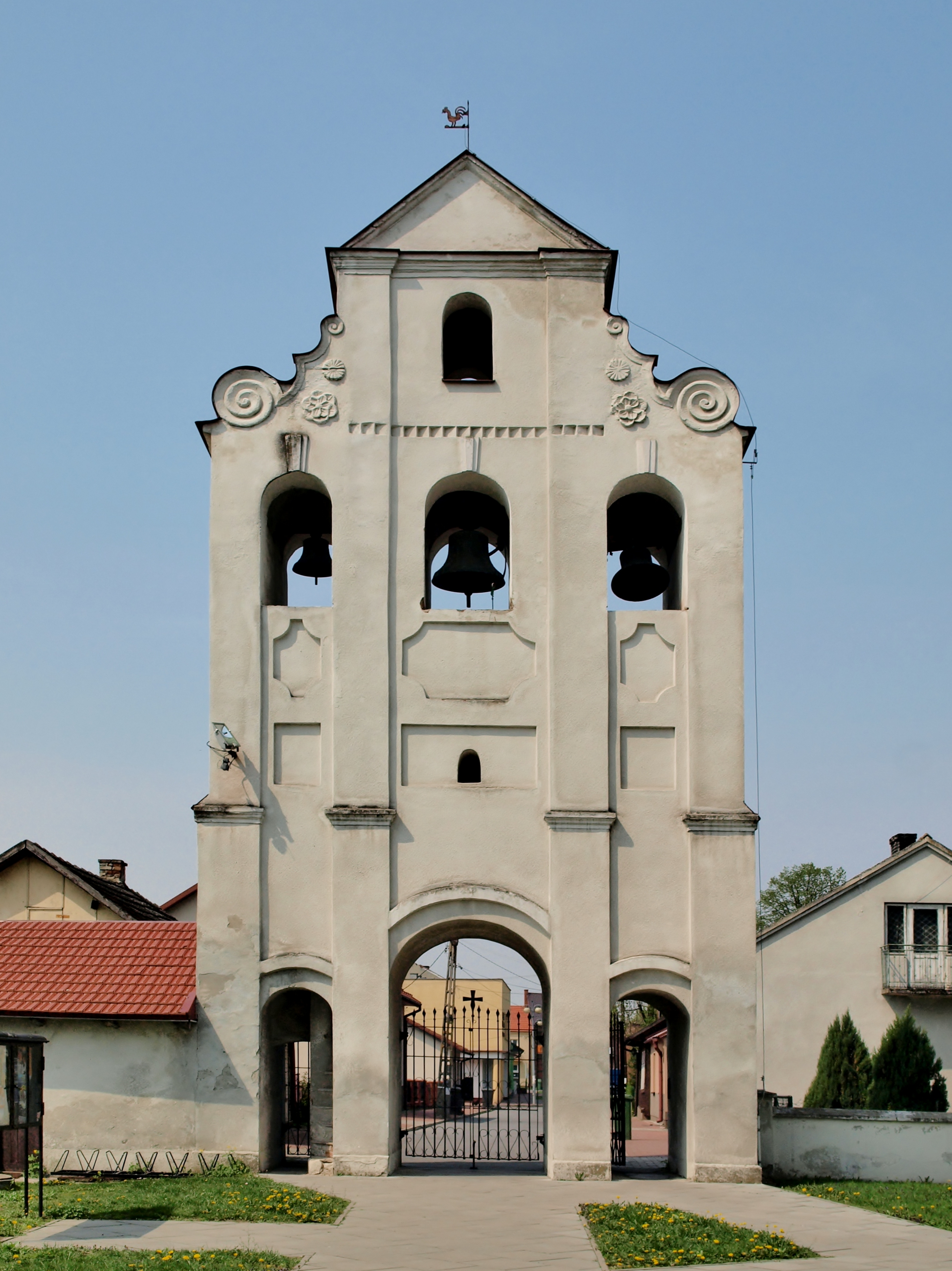
Dzwonnica

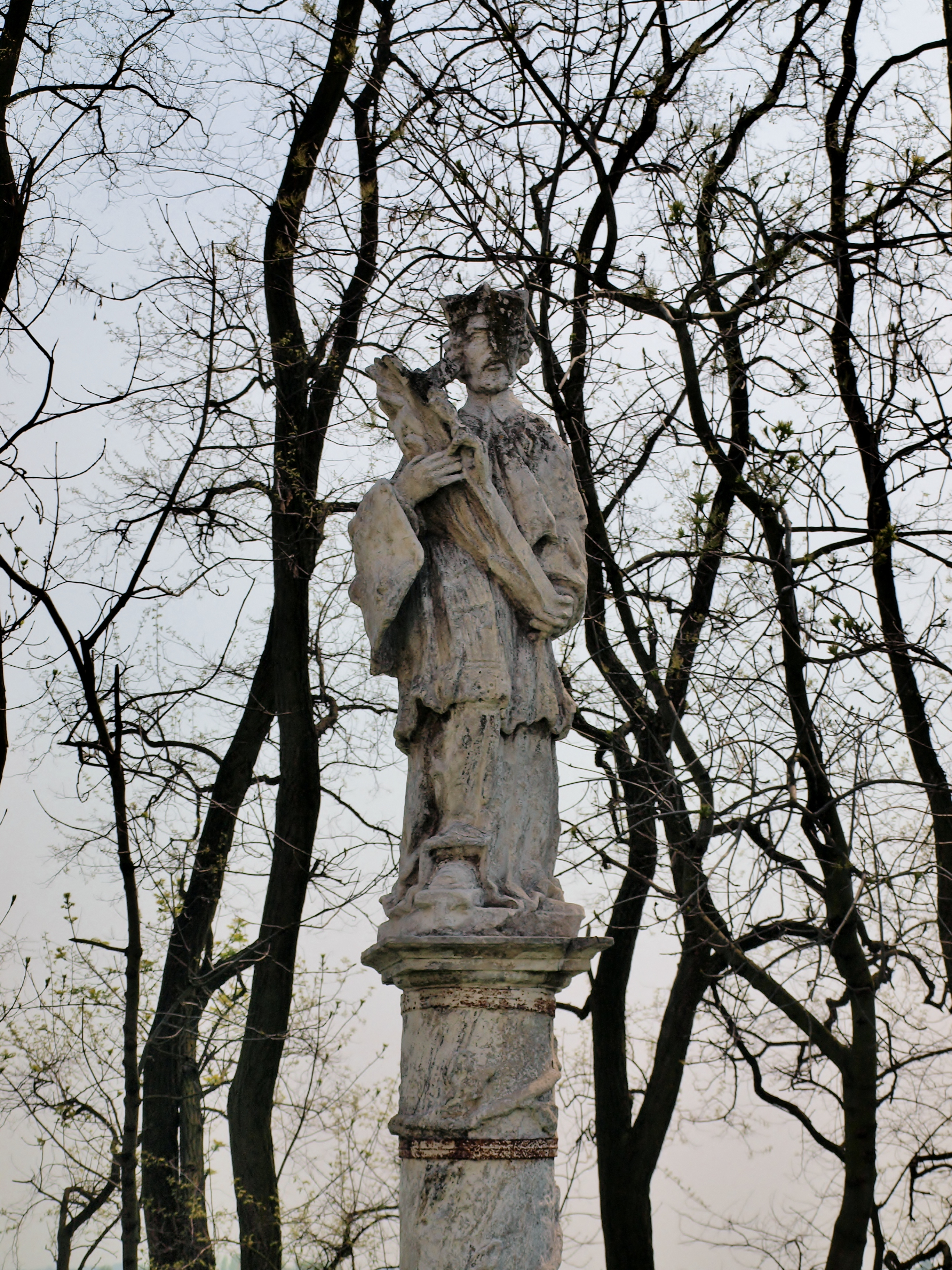
Figura św. Jana Nepomucena na dziedzińcu kościoła

Dzieje kościoła związane są z klasztorem dominikanów, założonym w 1283 roku z fundacji Tomasza, opata z Tyńca i skasowanym w 1819 roku. Świątynia powstała około 1470 roku i nosiła wezwanie świętego Jacka. Budowla posiadała wtedy murowane prezbiterium i drewnianą nawę. W 1. połowie XVII wieku kościół został gruntownie przebudowany w stylu barokowym. W XIX wieku świątynia została ustanowiona kościołem parafialnym, po rozebraniu kościoła pod wezwaniem świętych Szymona i Judy, zniszczonego wylewami Wisły. W XIX wieku budowla została przebudowana, a w XX wieku gruntownie wyremontowana po uszkodzeniach z I wojny światowej.
Budowla składa się z nawy, prezbiterium zamkniętego ścianą prostą oraz trzech dobudówek: zakrystii, przedsionka i kaplicy Różańcowej. Nawa i prezbiterium posiadają sklepienia kolebkowe z lunetami. Świątynia nakryta jest dachami dwuspadowymi z wieżyczką na sygnaturkę w stylu barokowym.
Kościół posiada 6 ołtarzy. Ołtarz główny w prezbiterium pochodzi z XIX wieku. W nawie są umieszczone dwa ołtarze, wykonane również w XIX stuleciu. Następne dwa ołtarze w nawie reprezentują styl rokokowy. Ołtarz w kaplicy Różańcowej pochodzi z 1677 roku i reprezentuje styl wczesnobarokowy.